# Élection partielle de Croydon North West de 1981
L'élection partielle de Croydon North West de 1981 se déroule le 22 octobre 1981. Elle vise à remplacer le député britannique Robert Taylor (en), représentant la circonscription électorale anglaise de Croydon North West à la Chambre des communes, à la suite de son décès, le 18 juin de la même année. Elle est remportée par Bill Pitt (en), du Parti libéral.

## Les candidats
La circonscription de Croydon North West, située dans le sud-ouest du Grand Londres, est représentée par des députés conservateurs depuis sa création, en 1955. Lors des élections générales de février 1974, octobre 1974 et 1979, les trois grands partis ont présenté les mêmes candidats : Robert Taylor (en) pour les conservateurs, Stanley Boden pour les travaillistes et Bill Pitt (en) pour les libéraux. Pour succéder à Taylor, le Parti conservateur sélectionne John Butterfill (en), le vice-président de l'association conservatrice de Guildford. Les travaillistes renouvellent quant à eux leur confiance à Boden.
Le Parti libéral conclut une alliance avec le jeune Parti social-démocrate (SDP), créé au début de l'année par un groupe de travaillistes surnommés la « Bande des Quatre (en) » : David Owen, Bill Rodgers, Shirley Williams et Roy Jenkins. Parmi eux, Williams et Jenkins ne sont pas députés. L'élection de Croydon North West semble être l'occasion pour Williams d'obtenir un siège à la Chambre, mais le Parti libéral insiste pour présenter son propre candidat en la personne de Bill Pitt, bien qu'il soit systématiquement arrivé troisième loin derrière Taylor et Boden lors des élections précédentes.
Neuf autres candidats se présentent, dont Nick Griffin pour le Front national, John Foster pour le Parti de l'écologie et Bill Boaks (en), qui s'est fait une spécialité de se présenter dans le plus grand nombre possible d'élections partielles pour attirer l'attention sur son sujet de prédilection, la sécurité routière. Avec douze candidats, l'élection partielle de Croydon North West bat le record établi par celles de Lambeth Central en 1978 (en) et Warrington en 1981, qui avaient chacune vu onze candidats s'affronter. Ce record est battu en 1984 par l'élection partielle de Chesterfield (en), avec dix-sept candidats.

## Les résultats
Grâce au soutien du SDP, Bill Pitt est élu avec 3 254 voix d'avance sur John Butterfill. Cette victoire confirme la bonne dynamique du SDP dans les sondages.
| Parti         | Parti                               | Candidat             | Votes  | Votes | Votes  |
| Parti         | Parti                               | Candidat             | Voix   | %     | +/-    |
| ------------- | ----------------------------------- | -------------------- | ------ | ----- | ------ |
|               | Parti libéral                       | Bill Pitt (en)       | 13 800 | 40,0  | + 29,4 |
|               | Parti conservateur                  | John Butterfill (en) | 10 546 | 30,5  | – 18,9 |
|               | Parti travailliste                  | Stanley Boden        | 8 967  | 26,0  | – 14,1 |
|               | Front national                      | Nick Griffin         | 429    | 1,2   | —      |
|               | Independent Pro-Life                | Marilyn Gillies Carr | 340    | 1,0   | —      |
|               | Parti de l'écologie                 | John Foster          | 155    | 0,5   | —      |
|               | Parti nationaliste                  | Suzan McKenzie       | 111    | 0,3   | —      |
|               | Disabled War Pensioners Association | Lawrence Brooks      | 81     | 0,2   | —      |
|               | Democratic Monarchist               | Bill Boaks (en)      | 51     | 0,2   | —      |
|               | Family Law Reform Party             | George Major         | 31     | 0,1   | —      |
|               | London Federation of Self-Employed  | Josef Joseph         | 20     | 0,1   | —      |
|               | Anti-Common Market - Free Trade     | Stephen Done         | 11     | 0,0   | —      |
| Participation | Participation                       | Participation        | 34 542 | 62,5  | – 10,0 |

Pitt ne parvient pas à être réélu lors des élections générales de 1983, qui sont remportées par son adversaire conservateur Humfrey Malins (en). Lors de ces mêmes élections, John Butterfill est élu député à Bournemouth West.